# 安科喬利亞尼山
17°34′59″S 69°47′24″W / 17.58306°S 69.79000°W

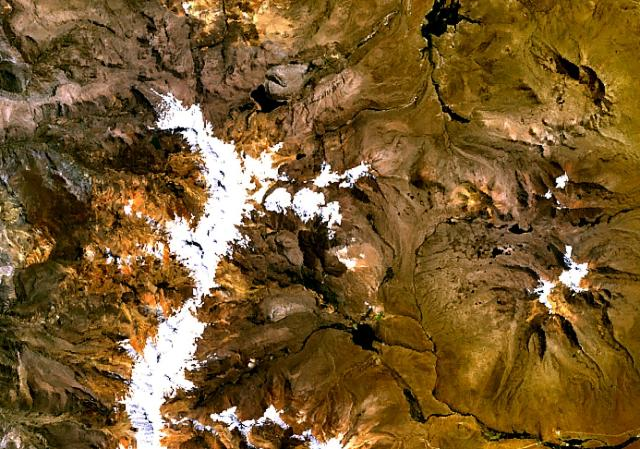

安科喬利亞尼山（Ancochaullane），是秘魯的山峰，位於該國南部塔克納大區，由塔克納省的帕爾卡區負責管轄，屬於安地斯山脈的一部分，海拔高度5,300米。